# Patrick McClure
Patrick McClure (* 27. März 1908; † 1. Dezember 1965 in Belfast) war ein irischer Wasserballspieler und Schwimmer.

## Karriere
McClure nahm 1928 an den Olympischen Spielen teil. In Amsterdam erreichte er mit der Wasserballnationalmannschaft des Irischen Freistaates den neunten Rang. Auch für Schwimmwettbewerbe war er gemeldet, trat aber nicht an.